# ローレン・サンチェス
ローレン・ウェンディ・サンチェス（Lauren Wendy Sánchez、1969年12月19日 - ）は、エミー賞受賞歴もあるアメリカ人ニュースキャスター（アンカー）である。女優やパイロット、実業家としての顔も持つ。『ザ・ビュー』のゲスト司会者の仕事が多く、以前はFOX 11チャンネルの人気番組グッドディLAの共同司会者やエクストラのアンカー、特派員役もこなしていた。ラリー・キング・ライブやジョイ・ベハー・ショー、ショービズ・トゥナイトなどにも定期的に出演している。

## 生い立ちと教育
サンチェスはニューメキシコ州アルバカーキ出身で、メキシコ人の家系である。高校を卒業後はカリフォルニア州トーランスのエルカミノ・カレッジに入学し、在学中に彼女は大学新聞の編集も行っていた。ディーンズ・リスト（成績優秀者名簿）に名前が載り、奨学金を得て南カリフォルニア大学に入ってコミュニケーション学を専攻した。

## キャリア
サンチェスはロサンゼルスのテレビ局KCOPのデスクアシスタント（事務補助員）からキャリアをスタートした。フェニックスのテレビ局KTVKではアンカーとレポーターの仕事も始め、その後全米ネットのエンターテイメント番組であるエクストラにレポーターとして出演するようになった。それからFoxスポーツネットに移籍し、アンカーやスポーツ雑誌ゴーイング・ディープの記者、スポーツ番組ベスト・ダム・スポーツショー・ピリオドの芸能レポーターとしてエミー賞にノミネートされた。
サンチェスは1999年にKCOPに戻り、UPN13ニュースのアンカーとなったほか、ロサンゼルスのKTTVでFOX11チャンネルのニュース番組で芸能レポートの仕事もしている。2000年2月に行われたザ・ビューのシーズン2で行われた全米を対象にした司会者オーディションでは次点となった。最終的にこの番組のキャスターになったのはリサ・リンだった。2005年にはFOXの人気オーディション番組であるアメリカン・ダンスアイドルの初代司会者となるが、第二子が生まれたため1シーズン限りで降板している。2009年にはエクストラに週末アンカー、特派員として復帰をし、その後もグッドデイLAなどのテレビ番組に継続して出演をしている。
サンチェスは、雑誌『ピープル』の「50人の美女」特集や、『USウィークリー』誌の「セクシー女性」特集でも取り上げられている。
2016年、ブラック・オプス・アビエーションという空中撮影・映像制作会社を立ち上げ、この業界では初めての女性オーナーとなった。彼女は飛行機やヘリコプターの操縦免許も持っているため、映画やテレビ番組では航空機の運転技術がフィーチャーされることもある。

## 映画への出演
レポーター役や司会者としての仕事のほかに、映画やドラマでのカメオ出演も行っている。例えば、『ロンゲスト・ヤード』、『幸せへのキセキ』、『ファンタスティック・フォー ［超能力ユニット］』、『デイ・アフター・トゥモロー』、『バットマン ビギンズ』、『ファイト・クラブ』などである。『ダークナイト』の宣伝企画ではゴッサム・ケーブル・ニュースのレポーター、リディア・フィランジェーリ役でプロモーション動画に出演した。CBSのテレビドラマ『NCIS 〜ネイビー犯罪捜査班』や、NBCの『デイズ・オブ・アワ・ライブス』にも出演している。

## 私生活
サンチェスは2005年8月に、ハリウッドのエージェントでありウィリアム・モリス・エンデヴァー・エンターテイメントの共同設立者であるパトリック・ホワイトセルと結婚した。結婚式には多くの著名人が出席し、費用は200万ドルだったといわれている。彼女には息子が2人、娘が1人いる。2001年に生まれたニッコーは元NFLのタイトエンド、トニー・ゴンザレスとの間の子であり、2006年に生まれたエヴァンと2008年生まれのエラはホワイトセルの子である。2019年にはAmazon創業者・CEOのジェフ・ベゾスとの交際が報じられ、2023年には婚約した。公の場でも同席して婚約者（fiancée）と紹介されることが多い。イタリア北部ベネチアで2025年6月28日に結婚式を挙げ、費用は総額5000万ドルと推定される。